# Liste der Lokomotiven von EMD
Fahrzeug-Übersicht über die von der Electro-Motive Division von General Motors bzw. Electro-Motive Diesel oder Progress Rail Locomotive sowie Tochterunternehmen hergestellten Lokomotiven.

## Streckenlokomotiven

### F-Serie
siehe: EMD F-Serie
| Bezeichnung | Achsfolge | Leistung     | Baujahre        | Bemerkung                             |
| ----------- | --------- | ------------ | --------------- | ------------------------------------- |
| FT          | Bo’Bo’    | 1010 kW      | 1939–1945       | als A- und B-Einheiten geliefert      |
| F2          | Bo’Bo’    | 1010 kW      | 1946            | als A- und B-Einheiten geliefert      |
| F3          | Bo’Bo’    | 1120 kW      | 1945–1949       | als A- und B-Einheiten geliefert      |
| F7          | Bo’Bo’    | 1120 kW      | 1949–1953       | als A- und B-Einheiten geliefert      |
| F9          | Bo’Bo’    | 1300 kW      | 1954–1957       | als A- und B-Einheiten geliefert      |
| FL9         | Bo’(A1A)  | 1300–1340 kW | 1956–1957, 1960 | Zweisystemlokomotive (Diesel/Elektro) |
| FP7         | Bo’Bo’    | 1120 kW      | 1949–1953       | mit Dampfheizkessel für Reisezüge     |
| FP9         | Bo’Bo’    | 1300 kW      | 1954–1959       | mit Dampfheizkessel für Reisezüge     |

### E-Serie
siehe: EMD E-Serie
| Bezeichnung | Achsfolge  | Leistung | Baujahre  | Bemerkung                                                          |
| ----------- | ---------- | -------- | --------- | ------------------------------------------------------------------ |
| EA und EB   | (A1A)(A1A) | 1340 kW  | 1937–1938 |                                                                    |
| E1          | (A1A)(A1A) | 1340 kW  | 1937–1938 | als A- und B-Einheiten geliefert                                   |
| E2          | (A1A)(A1A) | 1340 kW  | 1937      | als A- und B-Einheiten geliefert                                   |
| E3          | (A1A)(A1A) | 1490 kW  | 1939–1940 | als A- und B-Einheiten geliefert                                   |
| E4          | (A1A)(A1A) | 1490 kW  | 1938–1939 | als A- und B-Einheiten geliefert                                   |
| E5          | (A1A)(A1A) | 1490 kW  | 1940–1941 | als A- und B-Einheiten geliefert                                   |
| E6          | (A1A)(A1A) | 1490 kW  | 1939–1942 | als A- und B-Einheiten geliefert                                   |
| E7          | (A1A)(A1A) | 1490 kW  | 1945–1949 | als A- und B-Einheiten geliefert                                   |
| E8          | (A1A)(A1A) | 1680 kW  | 1949–1953 | als A- und B-Einheiten geliefert                                   |
| E9          | (A1A)(A1A) | 1790 kW  | 1954–1963 | als A- und B-Einheiten geliefert                                   |
| MP Nr. 7100 | (A1A)(A1A) | 750 kW   | 1940      | E6A mit einem Motor und Gepäckabteil für Missouri Pacific Railroad |
| AB6         | (A1A)(A1A) | 750 kW   | 1940      | Spezialvariante E6B für CRI&P „Rocky Mountain Rocket“              |

### BL-Serie
| Bezeichnung | Achsfolge | Leistung | Baujahre  | Bemerkung         |
| ----------- | --------- | -------- | --------- | ----------------- |
| BL1         | Bo’Bo’    | 1105 kW  | 1948      |                   |
| BL2         | Bo’Bo’    | 1105 kW  | 1948–1949 |                   |
| BL20-2      | Bo’Bo’    | 1470 kW  | 1992      | Vorführlokomotive |

### GP-Serie
siehe: EMD GP-Serie
| Bezeichnung | Achsfolge | Leistung | Baujahre  | Bemerkung                                                                                                 |
| ----------- | --------- | -------- | --------- | --- |
| GP7         | Bo’Bo’    | 1105 kW  | 1949–1954 | |
| GP7B        | Bo’Bo’    | 1105 kW  | 1953      | führerstandslose Einheit (Booster)                                                                        |
| GP9         | Bo’Bo’    | 1290 kW  | 1954–1963 | |
| GP9B        | Bo’Bo’    | 1290 kW  | 1954–1959 | führerstandslose Einheit (Booster)                                                                        |
| GP15-1      | Bo’Bo’    | 1105 kW  | 1976–1982 | |
| GP15AC      | Bo’Bo’    | 1105 kW  | 1982      | |
| GP15T       | Bo’Bo’    | 1105 kW  | 1982–1983 | |
| GP15D       | Bo’Bo’    | 1105 kW  | 2000      | Rangierlokomotiven, weitgehend baugleich mit Lokomotiven von Morrison-Knudson bzw. MotivePower Industries |
| GP18        | Bo’Bo’    | 1325 kW  | 1959–1963 | |
| GP20        | Bo’Bo’    | 1470 kW  | 1959–1965 | auch Umbauten von GP9; „Omaha GP20“                                                                       |
| GP20D       | Bo’Bo’    | 1470 kW  | 2000      | Rangierlokomotiven, weitgehend baugleich mit Lokomotiven von Morrison-Knudson bzw. MotivePower Industries |
| GP22ECO     | Bo’Bo’    | 1580 kW  | 2009–     | Remotorisierung mit dieselsparendem Motor, als GP22ECO-M „Mutterfahrzeug“ für Slug GPTEB-C                |
| GP28        | Bo’Bo’    | 1325 kW  | 1964–1965 | |
| GP30        | Bo'Bo'    | 1655 kW  | 1961–1963 | |
| GP30B       | Bo’Bo’    | 1655 kW  | 1963      | |
| GP35        | Bo’Bo’    | 1840 kW  | 1963–1966 | |
| GP38        | Bo’Bo’    | 1470 kW  | 1966–1971 | |
| GP38AC      | Bo’Bo’    | 1470 kW  | 1971      | |
| GP38-2      | Bo’Bo’    | 1470 kW  | 1972–1986 | |
| GP39        | Bo’Bo’    | 1690 kW  | 1969–1970 | |
| GP39DC      | Bo’Bo’    | 1690 kW  | 1970      | |
| GP39X       | Bo’Bo’    | 1910 kW  | 1980      | Prototyp für GP50-Serie                                                                                   |
| GP39-2      | Bo’Bo’    | 1690 kW  | 1974–1984 | Prototyp fürGP50-Serie                                                                                    |
| GP40        | Bo’Bo’    | 2205 kW  | 1965–1971 | |
| GP40P       | Bo’Bo’    | 2205 kW  | 1968      | mit Heizkessel für Reisezüge                                                                              |
| GP40P-2     | Bo’Bo’    | 2205 kW  | 1974      | mit Heizkessel für Reisezüge                                                                              |
| GP40TC      | Bo’Bo’    | 2205 kW  | 1966      | für GO Transit                                                                                            |
| GP40X       | Bo’Bo’    | 2575 kW  | 1977–1978 | Prototyp der GP50-Serie                                                                                   |
| GP40-2      | Bo’Bo’    | 2205 kW  | 1972–1986 | |
| GP40-2L     | Bo’Bo’    | 2205 kW  | 1974–1976 | |
| GP49        | Bo’Bo’    | 2060 kW  | 1983–1985 | |
| GP50        | Bo’Bo’    | 2575 kW  | 1980–1986 | |
| GP59        | Bo’Bo’    | 2205 kW  | 1985–1989 | |
| GP60        | Bo’Bo’    | 2795 kW  | 1985–1994 | |
| GP60M       | Bo’Bo’    | 2795 kW  | 1990      | |
| GP60B       | Bo’Bo’    | 2795 kW  | 1991      | führerstandslose Einheit (Booster)                                                                        |

### SD-Serie
siehe: EMD SD-Serie
| Bezeichnung  | Achsfolge  | Leistung          | Baujahre  | Bemerkung                                   |
| ------------ | ---------- | ----------------- | --------- | ------------------------------------------- |
| SD7          | Co’Co’     | 1105 kW           | 1952–1953 |                                             |
| SD9          | Co’Co’     | 1290 kW           | 1954–1959 |                                             |
| SD18         | Co’Co’     | 1325 kW           | 1960–1963 |                                             |
| SD22ECO      | Co’Co’     | 1580 kW           | 2009–     | Remotorisierung mit dieselsparendem Motor   |
| SD24         | Co’Co’     | 1765 kW           | 1958–1963 |                                             |
| SD24B        | Co’Co’     | 1765 kW           | 1959      | führerstandslose Einheiten (Booster)        |
| SD28         | Co’Co’     | 1325 kW           | 1965      |                                             |
| SD32ECO      | Co’Co’     | 2310 kW           | 2010–     | Remotorisierung mit dieselsparendem Motor   |
| SD35         | Co’Co’     | 1840 kW           | 1964–1966 |                                             |
| SDP35        | Co’Co’     | 1840 kW           | 1964–1965 | mit Heizkessel für Reisezüge                |
| SD38         | Co’Co’     | 1470 kW           | 1967–1971 |                                             |
| SD38AC       | Co’Co’     | 1470 kW           | 1971      |                                             |
| SD38-2       | Co’Co’     | 1470 kW           | 1972–1979 |                                             |
| SD39         | Co’Co’     | 1690 kW           | 1968–1970 |                                             |
| SDL39        | Co’Co’     | 1690 kW           | 1969–1972 |                                             |
| SD40         | Co’Co’     | 2205 kW           | 1966–1972 |                                             |
| SD40A        | Co’Co’     | 2205 kW           | 1969–1970 |                                             |
| SD40X        | Co’Co’     | 2575 kW           | 1979      |                                             |
| SDP40        | Co’Co’     | 2205 kW           | 1966–1970 | mit Heizkessel für Reisezüge                |
| SD40T-2      | Co’Co’     | 2205 kW           | 1974–1980 | „Tunnel-Motor“                              |
| SD40-2       | Co’Co’     | 2205 kW           | 1972–1986 |                                             |
| SD40-2SS     | Co’Co’     | 2205 kW           | 1978–1980 |                                             |
| SD45         | Co’Co’     | 2650 kW           | 1965–1971 |                                             |
| SD45X        | Co’Co’     | 3090 kW           | 1970–1971 |                                             |
| SDP45        | Co’Co’     | 2650 kW           | 1967–1970 | mit Heizkessel für Reisezüge                |
| SD45T-2      | Co’Co’     | 2650 kW           | 1972–1975 | „Tunnel-Motor“                              |
| SD45-2       | Co’Co’     | 2650 kW           | 1972–1974 |                                             |
| SD50         | Co’Co’     | 2575 kW + 2650 kW | 1984–1985 |                                             |
| SD50S        | Co’Co’     | 2575 kW           | 1980      |                                             |
| SD60         | Co’Co’     | 2795 kW           | 1984–1991 |                                             |
| SD60M        | Co’Co’     | 2795 kW           | 1989–1993 |                                             |
| SD60I        | Co’Co’     | 2795 kW           | 1993–1995 |                                             |
| SD60MAC      | Co’Co’     | 2795 kW           | 1991–1992 |                                             |
| SD70         | Co’Co’     | 2940 kW           | 1993–1998 |                                             |
| SD70M        | Co’Co’     | 2940 kW           | 1992–2004 |                                             |
| SD70I        | Co’Co’     | 2940 kW           | 1995      |                                             |
| SD70M-2      | Co’Co’     | 3165 kW           | 2004–     |                                             |
| SD70MAC      | Co’Co’     | 2940 kW           | 1993–2004 |                                             |
| SD70ACe      | Co’Co’     | 3165 kW           | 2003–     |                                             |
| SD70ACe-P4   | (Bo1)(1Bo) | 3165 kW           | 2012–     |                                             |
| SD70ACe-T4   | Co’Co’     | 3430 kW           | 2015–     | mit Motortyp 1010 (erfüllt Tier4-Abgasnorm) |
| SD75M        | Co’Co’     | 3165 kW           | 1995–1996 |                                             |
| SD75I        | Co’Co’     | 3165 kW           | 1996–1999 |                                             |
| SD80MAC      | Co’Co’     | 3675 kW           | 1995–1996 |                                             |
| SD89MAC      | Co’Co’     | 3310 kW           | 2000      | Prototyp                                    |
| SD90MAC      | Co’Co’     | 3165 kW           | 1995–2000 | auch als SD9043MAC bezeichnet               |
| SD90MAC-H    | Co’Co’     | 4415 kW           | 1996–1999 |                                             |
| SD90MAC-H II | Co’Co’     | 4415 kW           | 1998–1999 |                                             |

### DD-Serie
| Bezeichnung | Achsfolge | Leistung | Baujahre  | Bemerkung                            |
| ----------- | --------- | -------- | --------- | ------------------------------------ |
| DD35        | Do’Do’    | 3675 kW  | 1963–1964 | führerstandslose Einheiten (Booster) |
| DD35A       | Do’Do’    | 3675 kW  | 1965      |                                      |
| DDA40X      | Do’Do’    | 4850 kW  | 1969–1971 |                                      |

### Lokomotiven mit geschlossenem Kasten (cowl units)
| Bezeichnung | Achsfolge | Leistung          | Baujahre  | Bemerkung                                                     |
| ----------- | --------- | ----------------- | --------- | ------------------------------------------------------------- |
| SDP40F      | Co’Co’    | 2205 kW           | 1973–1974 | mit Heizkessel für Reisezüge                                  |
| SD40-2F     | Co’Co’    | 2205 kW           | 1988      |                                                               |
| SD50F       | Co’Co’    | 2650 kW           | 1985–1987 |                                                               |
| SD60F       | Co’Co’    | 2795 kW           | 1985–1989 |                                                               |
| F45         | Co’Co’    | 2650 kW           | 1968–1971 |                                                               |
| FP45        | Co’Co’    | 2650 kW           | 1967–1968 | mit Heizkessel für Reisezüge                                  |
| F40C        | Co’Co’    | 2355 kW           | 1974      | mit HEP-Generator für Reisezüge                               |
| F40PH       | Bo’Bo’    | 2205 kW + 2355 kW | 1976–1988 | mit HEP-Generator für Reisezüge                               |
| F40PH-2     | Bo’Bo’    | 2355 kW           | 1985–1989 | mit HEP-Generator für Reisezüge                               |
| F40PH-2M    | Bo’Bo’    | 1470 kW           | 1982–1985 | Spezialloks für Speno-Schienenschleifzug                      |
| F40PH-2C    | Bo’Bo’    | 2205 kW           | 1987–1988 | mit HEP-Generator für Reisezüge                               |
| F40PHM-2    | Bo’Bo’    | 2355 kW           | 1991–1992 | mit HEP-Generator für Reisezüge                               |
| F69PHAC     | Bo’Bo’    | 2205 kW           | 1989      | Drehstrom-Versuchslok                                         |
| F59PH       | Bo’Bo’    | 2205 kW           | 1988–1994 | mit HEP-Generator für Reisezüge                               |
| F59PHI      | Bo’Bo’    | 2205 kW           | 1994–2001 | mit HEP-Generator für Reisezüge                               |
| DE30AC      | Bo’Bo’    | 2205 kW           | 1997–1998 | für Long Island Railroad                                      |
| DM30AC      | Bo’Bo’    | 2205 kW           | 1998–1999 | Zweikraftlokomotive (Diesel/Elektro) für Long Island Railroad |
| F125        | Bo’Bo’    | 3504 kW           | 2015–     |                                                               |

### Progress Rail Locomotive EMD-Serie
| Bezeichnung | Achsfolge | Leistung | Baujahre | Bemerkung                                 |
| ----------- | --------- | -------- | -------- | ----------------------------------------- |
| PR22L       | Co’Co’    |          |          | Caterpillar 3512C-HD oder 3516            |
| EMD24B      | Co’Co’    | 1023 kW  | 2017–    | Caterpillar 3512C HD mit Tier-4-Abgasnorm |

## Triebzüge und Triebköpfe
| Bezeichnung            | Achsfolge | Leistung               | Baujahre          | Bemerkung                                                                              |
| ---------------------- | --------- | ---------------------- | ----------------- | -------------------------------------------------------------------------------------- |
| ATSF Nr. 1A und 1B     | Bo’Bo’    | 1325 kW                | 1935              | Versuchslokomotive                                                                     |
| B&O Nr. 50             | Bo’Bo’    | 1325 kW                | 1935              | Versuchslokomotive                                                                     |
| B&M-MEC Nr. 6000       | Bo’2’     | 440 kW                 | 1935              | Triebkopf „Flying Yankee“                                                              |
| CB&Q Nr. 9900 bis 9903 | Bo’2’     | 440 kW                 | 1934–1935         | Triebkopf Pioneer Zephyr                                                               |
| CB&Q Nr. 9904 und 9905 | Bo’Bo’    | 1325 kW                | 1936              | Lokomotive für „Twin Zephyrs“                                                          |
| CB&Q Nr. 9906 und 9907 | Bo’Bo’    | 1325 kW                | 1935              | Lokomotive für „Denver Zephyr“                                                         |
| CB&Q Nr. 9908          | (A1A)2’   | 735 kW                 | 1939              | Triebkopf für „General Pershing Zephyr“                                                |
| EMC Nr. 511 und 512    | Bo’Bo’    | 1325 kW                | 1935              | Versuchslokomotive                                                                     |
| EMD LWT12              | Bo’1      | 880 kW                 | 1956              | Triebkopf für „Aerotrain“ und „Jet Rocket“                                             |
| IC Nr. 121             | Bo’2’     | 880 kW                 | 1935              | Triebkopf für „Green Diamond“                                                          |
| SAL Nr. 2027 und 2028  | Bo’2’     | 440 kW                 | 1936              | Triebkopf                                                                              |
| UP M-10000             | Bo’2’     | 440 kW                 | 1934              | Triebkopf für „City of Salina“                                                         |
| UP M-10001             | Bo’Bo’    | 880 kW (vorher 660 kW) | 1934 (Umbau 1935) | Triebkopf für „City of Portland“                                                       |
| UP M-10002             | Bo’Bo’    | 880 kW                 | 1936              | Triebkopf und 660-kW-Booster für „City of Los Angeles“                                 |
| UP M-10003 bis M-10006 | Bo’Bo’    | 880 kW                 | 1936              | Lokomotiven für „City of San Francisco“ bzw. „City of Denver“, alle mit 880-kW-Booster |
| EMD TA                 | Bo’Bo’    | 880 kW                 | 1937              | Triebkopf für „Rockets“ der Chicago, Rock Island and Pacific Railroad                  |

## Rangierlokomotiven
| Bezeichnung | Achsfolge            | Leistung | Baujahre  | Bemerkung                                                         |
| ----------- | -------------------- | -------- | --------- | ----------------------------------------------------------------- |
| SC          | Bo’Bo’               | 440 kW   | 1935–1939 |                                                                   |
| SW          | Bo’Bo’               | 440 kW   | 1936–1939 |                                                                   |
| NC          | Bo’Bo’               | 660 kW   | 1937–1938 |                                                                   |
| NC1         | Bo’Bo’               | 660 kW   | 1937      |                                                                   |
| NC2         | Bo’Bo’               | 660 kW   | 1937      |                                                                   |
| NW          | Bo’Bo’               | 660 kW   | 1937–1938 |                                                                   |
| NW1         | Bo’Bo’               | 660 kW   | 1937–1939 |                                                                   |
| NW1A        | Bo’Bo’               | 660 kW   | 1938      |                                                                   |
| NW2         | Bo’Bo’               | 735 kW   | 1935–1949 |                                                                   |
| NW3         | Bo’Bo’               | 735 kW   | 1939–1942 |                                                                   |
| NW4         | Bo’Bo’               | 660 kW   | 1938      |                                                                   |
| NW5         | Bo’Bo’               | 735 kW   | 1946–1947 |                                                                   |
| TR          | Bo’Bo’+Bo’Bo’        | 1470 kW  | 1940      | „Cow and Calf“ – zwei fest gekuppelte A- und B-Einheiten NW2      |
| TR1         | Bo’Bo’+Bo’Bo’        | 1985 kW  | 1941      | „Cow and Calf“ – zwei fest gekuppelte A- und B-Einheiten (FT/NW3) |
| TR2         | Bo’Bo’+Bo’Bo’        | 1470 kW  | 1945–1949 | „Cow and Calf“ – zwei fest gekuppelte A- und B-Einheiten NW2      |
| TR3         | Bo’Bo’+Bo’Bo’+Bo’Bo’ | 2205 kW  | 1949      | „Cow and Calf herd“ – drei fest gekuppelte A- und B-Einheiten NW2 |
| TR4         | Bo’Bo’+Bo’Bo’        | 1765 kW  | 1950–1951 | „Cow and Calf“ – zwei fest gekuppelte A- und B-Einheiten SW7      |
| TR5         | Bo’Bo’+Bo’Bo’        | 1765 kW  | 1951      | „Cow and Calf“ – zwei fest gekuppelte A- und B-Einheiten SW9      |
| TR6         | Bo’Bo’+Bo’Bo’        | 1175 kW  | 1950–1951 | „Cow and Calf“ – zwei fest gekuppelte A- und B-Einheiten SW8      |
| SW1         | Bo’Bo’               | 440 kW   | 1939–1953 |                                                                   |
| SW7         | Bo’Bo’               | 880 kW   | 1949–1951 |                                                                   |
| SW8         | Bo’Bo’               | 590 kW   | 1950–1954 |                                                                   |
| SW9         | Bo’Bo’               | 880 kW   | 1951–1953 |                                                                   |
| SW600       | Bo’Bo’               | 440 kW   | 1954–1962 |                                                                   |
| SW900       | Bo’Bo’               | 660 kW   | 1954–1965 |                                                                   |
| SW1000      | Bo’Bo’               | 735 kW   | 1966–1972 |                                                                   |
| SW1001      | Bo’Bo’               | 735 kW   | 1968–1986 |                                                                   |
| SW1200      | Bo’Bo’               | 880 kW   | 1954–1966 |                                                                   |
| SW1500      | Bo’Bo’               | 1105 kW  | 1966–1974 |                                                                   |
| SW1504      | Bo’Bo’               | 1105 kW  | 1973      |                                                                   |
| MP15DC      | Bo’Bo’               | 1105 kW  | 1974–1980 |                                                                   |
| MP15AC      | Bo’Bo’               | 1105 kW  | 1975–1984 |                                                                   |
| MP15T       | Bo’Bo’               | 1105 kW  | 1984–1987 |                                                                   |
| RS1325      | Bo’Bo’               | 975 kW   | 1960      |                                                                   |
| GMD1        | Bo’Bo’               | 1105 kW  | 1958–1960 |                                                                   |
| Model 90    | Bo’Bo’               | 660 kW   | 1935      | Versuchslokomotive                                                |
| T           | Bo’Bo’Bo’Bo’         | 880 kW   | 1936      |                                                                   |

## Elektrolokomotiven
| SW1200MG     | Bo’Bo’    | 880 kW  | 1963–1971 | Rangierlokomotive für Iron Ore Co. of Canada        |  |  |
| AEM-7        | Bo’Bo’    | 5150 kW | 1980–1988 | in Lizenz von ASEA                                  |  |  |
| GM6          | Co’Co’    | 4415 kW | 1975      | Versuchslokomotive                                  |  |  |
| GMF5C        | Co’Co’    |         | 1985–1987 | Südafrika (SAR Klasse 11E), Kapspur                 |  |  |
| GM10         | Bo’Bo’Bo’ | 7355 kW | 1976      | Versuchslokomotive                                  |  |  |
| GF6C         | Co’Co’    | 4415 kW | 1983–1984 | Tumbler Ridge Division der British Columbia Railway |  |  |
| Joule Series | 2022-     |         |           |                                                     |  |  |

## Sonstige Baureihen

### Industrielokomotiven
| Bezeichnung | Achsfolge | Leistung   | Baujahre  | Bemerkung                                           |
| ----------- | --------- | ---------- | --------- | --------------------------------------------------- |
| Model 40    | Bo’       |            | 1940–1943 |                                                     |
| DH1         | Bo’Bo’    | 250 kW     | 1951      | Versuchslokomotive                                  |
| DH2         | Bo’Bo’    | 590 kW     | 1954      | Versuchslokomotive mit diesel-hydraulischem Antrieb |
| GMDH-1      | Bo’Bo’    | 440–590 kW | 1955–1959 | Versuchslokomotive mit diesel-hydraulischer Antrieb |
| GMDH-13     | Co’Co’    |            | 1960      | Versuchslokomotive mit diesel-hydraulischem Antrieb |

### Militärlokomotiven
| Bezeichnung | Achsfolge | Leistung | Baujahre | Bemerkung |
| ----------- | --------- | -------- | -------- | --------- |
| MRS-1       | Co’Co’    | 1175 kW  | 1952     |           |

## Export- und Schmalspurlokomotiven
| Bezeichnung | Achsfolge              | Leistung | Baujahre   | Bemerkung                                                                                                 |
| ----------- | ---------------------- | -------- | ---------- | --- |
| A7C         |                        |          |            | Pakistan                                                                                                  |
| A9C         |                        |          |            | Australien                                                                                                |
| AA16        | (A1A)(A1A) oder Co’Co’ | 1434 kW  | 1954–1965  | Australien, Dänemark, Ägypten, Norwegen (Lizenzbau bei NOHAB und Henschel)                                |
| A16C        |                        |          |            | Australien                                                                                                |
| AA16C       |                        |          |            | Australien, Belgien, Ungarn, Luxemburg, Norwegen                                                          |
| AA12        | Bo’Bo’                 |          | 1960       | Belgien, Ägypten (Lizenzbau bei Henschel in Kassel)                                                       |
| AA12A       |                        |          |            | Dänemark                                                                                                  |
| AAT22CR     |                        |          |            | Australien                                                                                                |
| AJ16C       |                        |          |            | Australien                                                                                                |
| AT26C       |                        |          |            | Australien                                                                                                |
| AT42C       |                        |          |            | Australien                                                                                                |
| B12         |                        |          |            | |
| B12         |                        |          |            | |
| B12         | Bo’Bo’                 | 830 kW   | 1953       | Brasilien (Vitoria a Minas)                                                                               |
| B12         | (A1A)(A1A)             |          | 1953–1956  | Bangladesh                                                                                                |
| DDM45       | Do’Do’                 | 2650 kW  | 1970–1976  | Brasilien (Vitoria a Minas)                                                                               |
| FT36HCW-2   |                        |          |            | Korea |
| G8          | Bo’Bo’                 | 645 kW   | 1954–1961  | Brasilien, Kuba, Ägypten, Iran, Liberia, Südkorea                                                         |
| G8          | (A1A)(A1A)             | 645 kW   | 1954–1965  | Brasilien, Kanada, Neuseeland, Indonesien                                                                 |
| G12         | Bo’Bo’                 | 965 kW   | 1953–1968  | Brasilien, Kanada, Chile, Schweden, Ägypten, Israel, Iran, Mexiko, Südkorea, Nigeria, Norwegen, Venezuela |
| G12         | (A1A)(A1A)             | 965 kW   | 1954–1967  | Argentinien, Brasilien, Sri Lanka, Indonesien, Mexiko, Neuseeland, Taiwan                                 |
| G16         | Co’Co’                 | 1325 kW  | 1958–1973  | Brasilien, Ägypten, Hongkong, Iran, Mexiko, Spanien, Jugoslawien (JŽ 661), Sambia                         |
| G18         | Bo’Bo’                 | 735 kW   | 1968–1978  | Chile, Iran, Israel, Peru, Saudi-Arabien, Südafrika                                                       |
| G18         | (A1A)(A1A)             | 735 kW   | 1967–1976  | Chile, Indonesien                                                                                         |
| G18B        | Bo’Bo’                 |          | 1978       | Algerien                                                                                                  |
| G18U        | Bo’Bo’                 | 735 kW   | 1972–1976  | Südafrika (Industrielokomotiven)                                                                          |
| G22CU       | Co’Co’                 | 1105 kW  | 1969–1982  | Argentinien, Chile (Meterspur), Liberia, Mali, Pakistan, Taiwan                                           |
| G22CU-2     | Co’Co’                 | 1105 kW  | 1992–2001  | Argentinien (Meterspur), Taiwan (Kapspur)                                                                 |
| G22CW       | Co’Co’                 | 1105 kW  | 1976       | Argentinien, Peru (Regel- und Breitspur 1676 mm)                                                          |
| G22U        | (A1A)(A1A)             | 1105 kW  | 1969       | Taiwan |
| G22W        | Bo’Bo’                 | 1105 kW  | 1970–1977  | Ägypten, Guinea, Iran                                                                                     |
| G22W-AC     | Bo’Bo’                 | 1105 kW  | 1980–1982  | Ägypten                                                                                                   |
| G26CU       | Co’Co’                 | 1470 kW  | 1972–1977  | Brasilien, Hongkong, Tunesien                                                                             |
| G26CW       | Co’Co’                 | 1470 kW  | 1969–1980  | Ägypten, Israel, Südkorea, Jugoslawien (JŽ 664)                                                           |
| G26CW-2     | Co’Co’                 | 1470 kW  | 1982–1986  | Israel, Marokko, Türkei                                                                                   |
| G26LC-2     |                        |          | 1986–2001  | Indonesien                                                                                                |
| GA8         | Bo’Bo’                 | 590 kW   | 1960–1968  | Argentinien, Mexiko, Chile, Kolumbien, Südafrika, Peru, Guatemala, Südkorea, Taiwan, Sambia               |
| GA12        | (1Bo)(Bo1)             | 880 kW   | 1961–1962  | Indien |
| GA12C       |                        |          | 1964       | Indien |
| GA18        | Bo’Bo’                 | 735 kW   | 1967       | Mexiko, Chile, Taiwan, Sambia                                                                             |
| GL8         | Bo’Bo’                 |          | 1960–1965  | Brasilien, Pakistan, Tunesien, Irland                                                                     |
| GL8         | (A1A)(A1A)             |          | 1960–1961  | Taiwan |
| GL12        |                        |          | 1967       | Angola |
| GL22CU      | Co’Co’                 |          | 1967       | Angola |
| GL26MC      | Co’Co’                 |          | 1966       | Südafrika (SAR-Klasse 33)                                                                                 |
| GM6         | Co’                    | 440 kW   | 1959–1961  | Libanon, Südafrika                                                                                        |
| GR12        | Co’Co’                 | 975 kW   | 1961–1969  | Argentinien, Chile, Kolumbien, Liberia, Peru, Südafrika, Tunesien                                         |
| GT16        | Co’Co’                 | 1765 kW  | 1962       | Indien |
| GT18MC      | Co’Co’                 |          | 1974–1978  | Südafrika (SAR-Klasse 35), produziert bei GM Südafrika                                                    |
| GT22CU      | Co’Co’                 |          | 1978–1980  | Argentinien, Brasilien, produziert bei GM Inter-America (ASTARA), Meterspur                               |
| GT22CW      | Co’Co’                 |          | 1980–1988  | Argentinien, produziert bei GM Inter-America (ASTARA)                                                     |
| GT22CW-2    | Co’Co’                 |          | 1988–1989  | Argentinien, produziert bei GM Inter-America (ASTARA), Breitspur 1676 mm                                  |
| GT22HW-2    | Co’Co’                 |          | 1981       | Jugoslawien, Lizenzbau in Jugoslawien                                                                     |
| GT22LC-2    | Co’Co’                 | 1654 kW  | 1985–1993  | Botswana, Kongo, Mosambik, Simbabwe                                                                       |
| GT26CW      |                        |          | 1971–1978  | Algerien, Iran, Südkorea                                                                                  |
| GT26CWP     |                        |          | 1976       | Algerien                                                                                                  |
| GT26CW-2    |                        |          | 1972–1989  | Iran, Israel, Marokko, Pakistan, Peru, Jugoslawien                                                        |
| GT26CU-2    |                        |          | 1976–1992  | Brasilien, Simbabwe                                                                                       |
| GT26CU-3    |                        | 2207 kW  | 2009       | Südafrika (SAR-Klasse 39.2)                                                                               |
| GT26MC      | Co’Co’                 |          | 1971–1980  | Südafrika (SAR-Klasse 34)                                                                                 |
| GT26HCW-2   |                        |          | 1989–1994  | Algerien                                                                                                  |
| GT36CU-MP   | Co’Co’                 | 2573 kW  | 1992       | Sambia |
| GT38ACe     | Co’Co’                 | 1491 kW  | 2011–2013  | Indonesien                                                                                                |
| GT38AC      | Co’Co’                 | 1491 kW  | 2015       | Kongo |
| GT38LC      | Co’Co’                 | 1491 kW  |            | Tansania                                                                                                  |
| GT42AC      | Co’Co’                 | 2237 kW  | 2016       | Tunesien                                                                                                  |
| GT46AC      | Co’Co’                 | 2237 kW  | 2013–      | Ghana, Chile, Brasilien; Algerien                                                                         |
| GT46C-ACe   | Co’Co’                 | 3350 kW  | 2007–      | Fertigung und Einsatz in Australien                                                                       |
| GT46MAC     | Co’Co’                 | 2945 kW  | 1997–1998  | Indien, Lizenzbau in Indien (IR-Klasse WDG-4)                                                             |
| GT46PAC     | (Bo1)(1Bo)             | 2945 kW  | 2004–2005  | Indien, Lizenzbau in Indien (IR-Klasse WDP-4)                                                             |
| GT46ACe     | Co’Co’                 | 3350 kW  | 2007–2017  | Lizenzbau in Indien (IR-Klasse WDG-4)                                                                     |
| GT50AC      | Co’Co’                 | 4101 kW  | 2012–2016  | Indien (IR-Klasse WDG-5)                                                                                  |
| JL8         | Bo’Bo’                 | 645 kW   | 1962       | Irland |
| JL18        |                        | 735 kW   | 1966       | Irland |
| JT22CW      | Co’Co’                 | 1655 kW  | 1976–1984  | Irland, Nordirland                                                                                        |
| JT22CW-2    | Co’Co’                 |          | 1978       | Jugoslawien                                                                                               |
| JT22LC-2    | Co’Co’                 | 1690 kW  | 1981       | Sudan |
| JT22MC      | Co’Co’                 | 1655 kW  | 1983, 1985 | Ägypten                                                                                                   |
| JT26CW      | Co’Co’                 | 2205 kW  | 1985–1989  | Großbritannien                                                                                            |
| JT26CW-SS   | Co’Co’                 | 2205 kW  | 1993, 1995 | Großbritannien                                                                                            |
| JT42CWR     | Co’Co’                 | 2420 kW  | 1998–2005  | Großbritannien, Deutschland, Niederlande, Norwegen, Schweden                                              |
| JT42CWRM    | Co’Co’                 | 2420 kW  | 2005–2016  | Mitsui Rail, Polen, Ägypten                                                                               |
| JT42HCW     | Co’Co’                 | 2205 kW  | 1994–1995  | Irland |
| JT42HW-HS   | Co’Co’                 | 2205 kW  | 1999–2000  | Britische Klasse 67                                                                                       |
| JT56ACe     | Co’Co’                 | 4474 kW  | 2008–2009  | CR-Baureihe HXN 3                                                                                         |
| KK16        | (A1A)(A1A)             | 1340 kW  | 1957       | Ägypten (Lizenzbau bei Henschel in Kassel)                                                                |
| NF110       | Co’Co’                 | 880 kW   | 1952–1953  | Neufundland                                                                                               |
| NF210       | Co’Co’                 | 880 kW   | 1956–1960  | Neufundland                                                                                               |
| SD70ACS     | Co’Co’                 | 3150 kW  | 2010–      | Saudi-Arabien, Vereinigte Arabische Emirate                                                               |
| SD70ACeLCi  | Co’Co’                 | 3242 kW  |            | Australien                                                                                                |
| SD70ACe-BB  | (Bo’Bo’)(Bo’Bo’)       | 3242 kW  | 2015–      | Brasilien                                                                                                 |
| SD80ACe     | Co’Co’                 | 3679 kW  | 2012–      | Brasilien                                                                                                 |
| SW1002      | Bo’Bo’                 | 735 kW   | 1980–1984  | Südafrika (SAR-Klasse 36)                                                                                 |
| TT12        | Co’Co’                 | 1048 kW  | 1959       | Ghana (Lizenzbau bei Henschel in Kassel)                                                                  |